# Гумбатова, Тамара Ахмед кызы
Тамара Ахмед кызы Гумбатова (азерб. Tamara Əhməd qızı Hümbətova; 25 декабря 1929, Гянджа — 4 апреля 2025) — азербайджанский советский партийный деятель, Герой Социалистического Труда (1980). Кандидат экономических наук.

## Биография
Родилась 25 декабря 1929 года в семье служащего в городе Гянджа Азербайджанской ССР.
Окончила Азербайджанский сельскохозяйственный институт. Отец — заведующий отделом здравоохранения Гянджинского уездного комитета партии, убит в перестрелке когда дочери было 6 месяцев.
Начала трудовую деятельность в 1954 году ассистентом экономического факультета Азербайджанского сельскохозяйственного института, с 1956 года — аспирант Азербайджанского научно-исследовательского института земледелия, позже заведующая отделом Института экономики Академии наук Азербайджанской ССР. В 1961 году защитила диссертацию на соискание учёной степени кандидата экономических наук по теме «Организация труда в колхозах Ленкоранского района Азербайджанской ССР».
С 1961 года заместитель по делам сельского хозяйства заведующего организационным отделом Кировабадского городского комитета КП Азербайджана, позже инспектор ЦК КП республики.
В 1974 году назначена на пост первого секретаря Исмаиллинского райкома партии. Гумбатова содействовала развитию в районе сельского хозяйства, деловой и экономической жизни в районе.
С 1975 по 1983 год первый секретарь Апшеронского районного комитета КП республики. Под руководством Гумбатовой началось восстановление и развитие экономики Апшеронского района. Повысилось производство сельскохозяйственной и животноводческой продукции. Первый секретарь значительно способствовала восстановлению убыточных совхозов, примером чего являлся Тюрканский совхоз, который находился в упадке, но после вмешательства Тамары Гумбатовой, совхозу были закуплены 7 машин, ситуация пошла на поправку. В 1982 году в районе были установлены рекорды: 18 тысяч тонн молока, 12 тысяч тонн мяса, 2500 центнеров овечьей шерсти, 80 миллионов куриных яиц, 15 тысяч тонн винограда, 2 тысячи тонн фруктов, 5 тысяч тонн овощей. Собрано и продано государству 145 килограмм шафрана. За свои трудовые достижения высокими наградами были награждены животноводы Махмузар Курбанова и Алисафа Ягубов.
Указом Президиума Верховного Совета СССР от 3 октября 1980 года за выдающиеся успехи, достигнутые в досрочном выполнении заданий десятой пятилетки по производству продукции промышленности и сельского хозяйства, Гумбатовой Тамаре Ахмед кызы присвоено звание Героя Социалистического Труда с вручением ордена Ленина и золотой медали «Серп и Молот».
С 1983 по 1986 год председатель Профсоюза работников сельского хозяйства, с 1986 года председатель Профсоюза работников государственных управлений. С 1989 года на пенсии.
Кавалер орденов Ленина (03.10.1980), Трудового Красного Знамени (14.02.1975). Кандидат экономических наук (1961). Гумбатовой посвящено одно из произведений ашуга Имрана.
Активно участвовала в общественно-политической жизни страны. Депутат Верховного Совета Азербайджанской ССР девятого, десятого и одиннадцатого созывов, избрана в Верховный Совет 9-го созыва от Баскалского избирательного округа № 230, член Комиссии по делам молодежи ВС республики. Член КПСС с 1955 года. Член ЦК КП Азербайджана. Делегат XXX съезда КП Азербайджана.
В 2002 году удостоена Персональной стипендии Президента Азербайджанской Республики.